# Тейлър Таунсенд
Тейлър Таунсенд (на английски: Taylor Townsend) е американска тенисистка, родена на 16 април 1996 г. Най-високата ѝ позиция в ранглистата за жени на WTA е 125-о място, постигнато на 11 август 2014 г.
Тя е първата американка, която завършва под номер 1 в годишната ранглиста за девойки на WTA от Гречен Ръш насам.